# Gebäude des Diário de Notícias

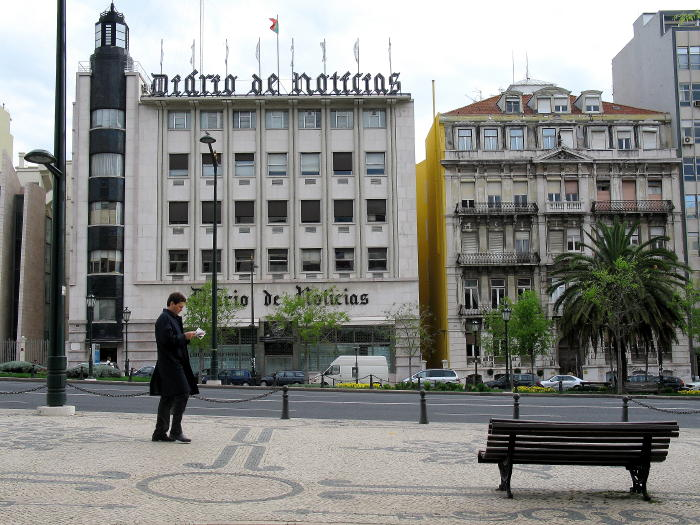
Das Gebäude des Diário de Notícias

Das Gebäude des Diário de Notícias ist der Hauptsitz der Tageszeitung Diário de Notícias in der portugiesischen Hauptstadt Lissabon.

## Geschichte
Das Gebäude wurde ab 1936 durch den Zeitungsverlag Empresa Nacional de Publicidade in Auftrag gegeben. Der portugiesische Architekt Porfírio Pardal Monteiro schuf nahe am nördlichen Ende der Prachtstraße Avenida da Liberdade einen sechsstöckigen Bau, der durch mehrere Innenhöfe gegliedert wird. Die mit Stein verkleidete Fassade wird an der nordwestlichen Seite durch einen das Gebäude überragenden Turm bestimmt. Eingeweiht wurde das Gebäude 1940. Noch im gleichen Jahr wurde Pardal Monteiro für seine Arbeit mit dem Prémio Valmor ausgezeichnet.
Das Gebäude ist auch Sitz der Medienholding Controlinveste. Seit 1986 ist es als Kulturdenkmal klassifiziert.